# Leśniak (Karkonosze)
Leśniak (niem. Matzenberg, 807 m n.p.m.) – szczyt w Karkonoszach, w obrębie Śląskiego Grzbietu.
Położony w północnej, dolnej części Śląskiego Grzbietu, w bocznym ramieniu, odchodzącym ku północy od Śmielca i zakończonego Wężówką, na południowy zachód od Jagniątkowa. Od zachodu opływa go Pracz, który nieco wyżej ma swoje źródło, a od wschodu Wrzosówka.
Zbudowany jest z granitu karkonoskiego. Na południowo-zachodnich zboczach znajdują się pojedyncze skałki. Cały masyw jest porośnięty lasami.
Leży w obrębie Karkonoskiego Parku Narodowego.
Na północny wschód od Leśniaka znajduje się zakole Drogi pod Reglami ze Szklarskiej Poręby do Jagniątkowa i dalej przez Zachełmie do Przesieki.

## Szlaki turystyczne
Pod wierzchołkiem biegnie szlak turystyczny:
- niebieski szlak z Jagniątkowa na Czarną Przełęcz, prowadzący Koralową Ścieżką.